# Бегович, Елена
Елена Бегович (серб. Јелена Беговић; род. 5 июня 1970, Белград) — сербский микробиолог и молекулярный биолог. В настоящее время занимает пост министра науки, технологического развития и инноваций в Правительстве Республики Сербия.

## Биография
Она окончила начальную и среднюю школу в Белграде. Поступила на факультет химии по специальности «Химия для исследования и разработки», но после первого года перевелась на Биологический факультет Университета в Белграде.
Во время учёбы она также провела два года в Университете Британской Колумбии в Канаде, после чего вернулась в Сербию, где получила диплом на Биологическом факультете Университета в Белграде.
С 1998 года работает в Институте молекулярной генетики и генетической инженерии Университета в Белграде. В 2002 году получила степень магистра, а в 2008 году защитила диссертацию по молекулярной генетике на Биологическом факультете. С 2018 года носит звание научного советника.
С 2014 года занимает должность директора Института молекулярной генетики и генетической инженерии. Ранее была руководителем Лаборатории молекулярной микробиологии в Институте. Более 20 лет занималась научными исследованиями в областях молекулярной генетики и биотехнологии, а также применением исследований в различных секторах, включая пищевую и фармацевтическую промышленность.
Опубликовала более 60 научных статей в ведущих международных журналах и активно участвует в ряде научных обществ.
С 2011 года представляет Республику Сербию в Совете управляющих — управляющем органе Международного центра по генетической инженерии и биотехнологии, основанного ООН, с центрами в Италии, Индии и Южноафриканской Республике. Через эту организацию в течение многих лет были предоставлены значительные финансовые средства для финансирования научных проектов, конференций и обучения студентов из Сербии.
Активно участвует в реализации процессов трансфера технологий, а также в внедрении концепции инноваций в исследования в Сербии и регионе. За годы работы приобрела опыт и знания о полном процессе создания инноваций и их коммерциализации — от лаборатории до рынка.
Является координатором проекта по развитию и строительству лабораторий "Огненное око" в Белграде и Нише, который стартовал в 2020 году, тем самым способствуя укреплению потенциала Сербии в области тестирования во время пандемии.
С государственной поддержкой в 2021 году учредила Центр секвенирования и биоинформатики в Институте, что позволило Сербии начать формирование национальной базы геномных данных.
Является одним из инициаторов проекта BIO4 кампуса, который поддержан Правительством Республики Сербия и должен объединить исследователей, предпринимателей и компании вокруг одной идеи — развития Сербии через развитие биомедицины и биотехнологии. См. сайт Министерства науки, технологического развития и инноваций.